# Коломийченко, Алексей Юрьевич
Алексей Юрьевич Коломийченко (12 июля 1982, Калуга, СССР) — российский футболист.

## Карьера
В 1999—2001 годах играл за смоленские команды РУОР ЦСКА и СКА-«Юность России» в Первенстве КФК. Профессиональную карьеру начинал в 2001 году в клубе «Оазис» Ярцево, в 2002 году играл за «Биохимик-Мордовию» Саранск. Далее выступал за «Кристалл» Смоленск, «Химки» и махачкалинский «Анжи». Летом 2005 года перешёл в курский «Авангард». В январе 2008 года проходил просмотр в «Химках», далее отправился в новосибирскую «Сибирь», однако в итоге стал игроком «Балтики» из Калининграда. В 2010 вновь вернулся в Курск. 10 февраля 2011 года подписал контракт с астраханским клубом «Волгарь-Газпром» В 2016 году стал чемпионом Смоленской области в составе смоленского «Автодора», с лета 2017 года играл за футбольный клуб «Красный-СГАФКСТ» в чемпионате Смоленской области, в 2018 году выступал в III дивизионе в зоне «Черноземье», по ходу сезона получил травму. 31 июля вышел в стартовом составе в матче 1/128 финала Кубка России 2018/19 против смоленского «Днепра».
Окончил СГАФКСТ.